# ベルゲ (ニーダーザクセン)
ベルゲ (ドイツ語: Berge) は、ドイツ連邦共和国ニーダーザクセン州オスナブリュック郡北西部のザムトゲマインデ・フュルステナウを構成する町村（以下、本項では便宜上「町」と記述する）である。この町は同郡の北西郡境に面している。

## 地理

### 位置
ベルゲの町域はニーダーザクセン州西部、オスナブリュック郡の北西端を占める。西はエムスラント郡に直接接している。最寄りの大都市はオスナブリュック（南東 50 km）、オルデンブルク（北東 65 km）、ブレーメン（東北東 80 km）（距離はいずれも直線距離）がある。
自然環境上ベルゲは北ドイツ低地中部に位置する。細かく言えばこの町はデュンマー＝ゲースト低地の北端部にあたる。この町のわずか数 km 北で自然地域はエムス＝フンテ＝ゲーストに移行する。また、氷期の終堆石地形であるアンクム高地の支脈ベルステラー・ヴァルトが町内に見られる。ベルステラー・ヴァルトの丘陵がベルゲ中心部と西側のグラフェルト地区とを分けている。これらは北ドイツ・ゲースト地形に典型的な変化に富んだ地形的特徴を示している。広い平地と湿地がこの町の外観を特徴付けており、低層湿原と沼地の森とが交互に現れる。終堆石地形のベルステラー・ヴァルトは、平らな低地から島状に隆起しており、特に西側や北側から観察するととても目につく特徴である。ベルゲの町域は、トイトブルクの森北部＝ヴィーエン山地自然公園に属している。しかし、ベルゲの町の地質学的特徴は、南東に位置するヴィーエン山地ともトイトブルクの森とも同じとは言えない。

### 隣接する市町村
ベルゲは、北はメンスラーゲ、東はケッテンカンプおよびエッガーミューレン、南はビッペン、西はエムスラント郡のヴェットルプ、ドーレン、ヘルツラーケと境を接している。

### 自治体の構成
地区:
- アンテン
- ベルゲ
- ダルファース
- グラフェルト
- ヘケーゼ
- ベルステル＝シュティフト・ベルステル

### 気候
ベルゲおよびその周辺の気候は、北ドイツの海岸地方に典型的な気候である。温帯海洋性気候が支配的で、比較的近い北海（ドラルト湾は北西に直線距離で約 70 km）からの湿った北西風の影響を受けている。冬は温暖で湿っており、ときおり嵐のような天候となるが、大雪や長く続く凍結は珍しい。夏は基本的にはかなり暑く、降水が多い。通常7月と8月が1年で最も降水量が多い月である。これに次いで多いのが12月と1月である。

## 歴史

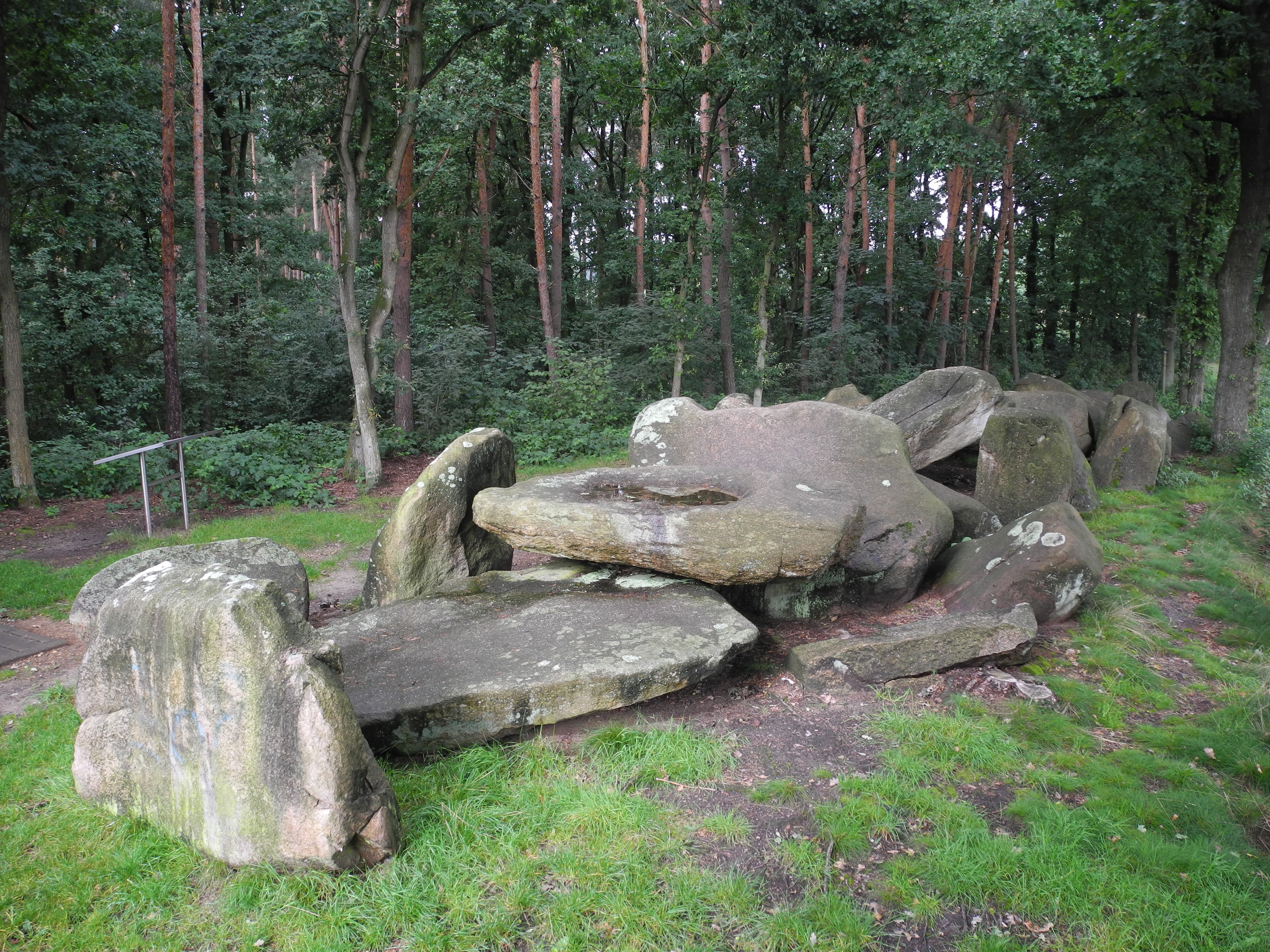
ヘケーゼの巨石墓

町内には、比較的保存状態の良い巨石文化遺跡がヘケーゼの集落の南約 1 km の場所にある。羨道墳型のこの遺跡（シュプロックホフ番号 883 および 884）は異例の大きさ（19 m と 20 m）であり、長さ 53 m の石列はドイツで類例のない様式であるが、完全にはつながっていない。北ドイツの巨石墳墓を結ぶ巨石文化街道もこの遺跡を通っている。ベルゲは巨石文化街道のステーションである。

### 町村合併
現在の自治体ベルゲは、1972年7月1日の地域再編の際に、アンテン、ベルゲ、ダルファース、グラフェルト、ヘケーゼが合併して成立した。

## 住民

### 人口推移
以下の表は、各年の12月31日時点での町域における人口を示している。
数値は、1987年5月25日の人口調査結果に基づくニーダーザクセン州統計およびコミュニケーション技術局の研究結果である。
1961年（6月6日）と1970年（5月27日）の数値は、1972年7月1日に合併した地域の人口を含む人口調査の結果である。
| 年   | 人口（人） |
| ---- | ---------- |
| 1961 | 3,055      |
| 1970 | 3,248      |
| 1987 | 3,280      |
| 1990 | 3,305      |
| 1995 | 3,599      |
| 2000 | 3,681      |
| 2005 | 3,756      |
| 2010 | 3,694      |
| 2011 | 3,690      |

## 行政
ベルゲの町議会は15議席で構成される。町長はフォルカー・ブラント (SPD) である。

### 紋章

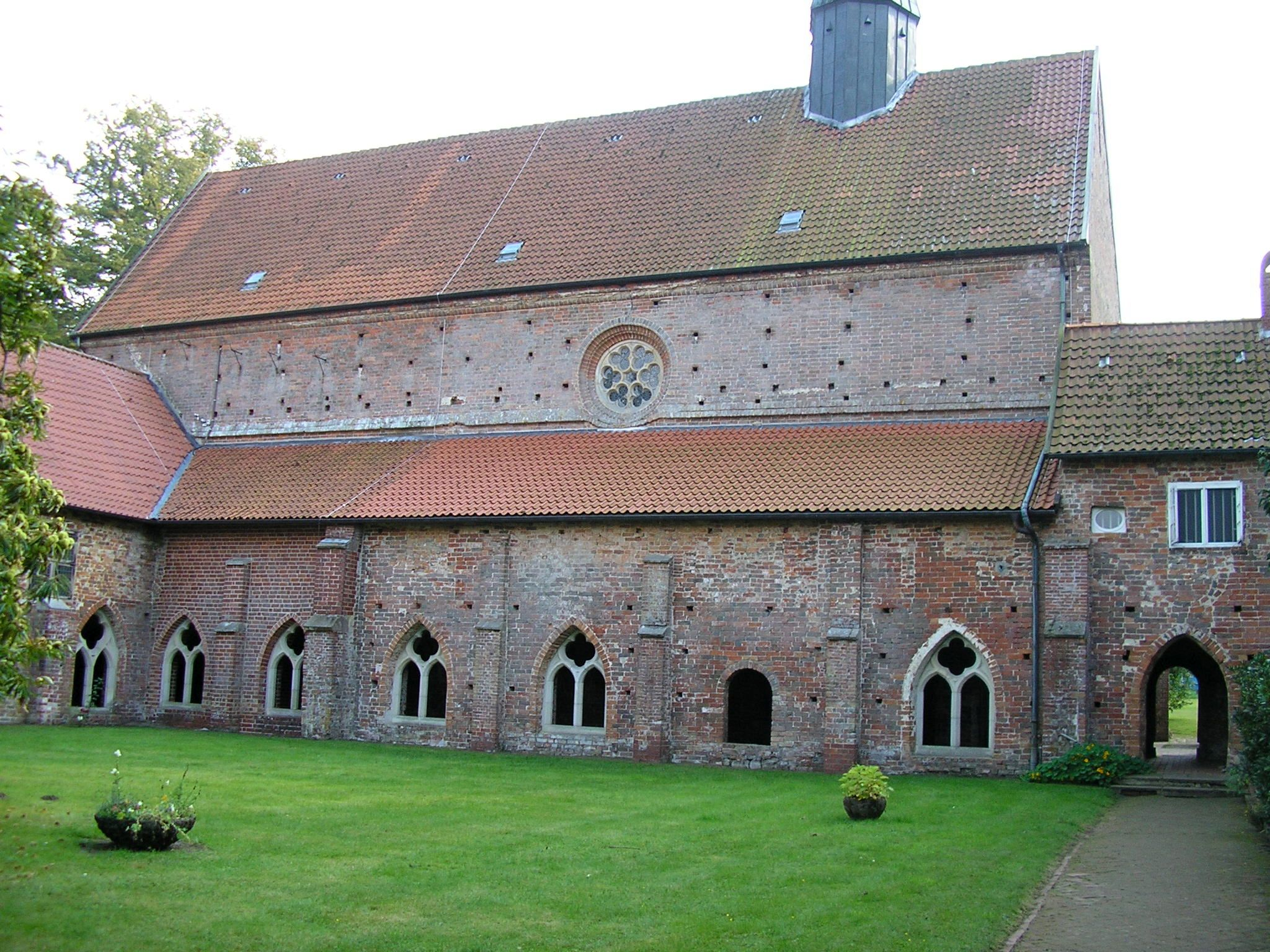
ベルステル修道院

紋章は1978年5月16日に郡によって承認された。
図柄: 金地に赤と銀で2列の格子状に塗り分けられた横帯。これを貫く形で上部が切られ、先が尖った赤い柱。
格子模様の横帯は、これを紋章に用いていたシトー修道会を想起させる。この修道会は町内に旧修道院を有していた。現在のベルステル修道院である。柱は、その色と形で、様々な歴史と結びついた町の境界石「ローテ・ゾイレ」を表している。この2つの図形を組み合わせてキリスト教の十字架を表現している。

## 経済と社会資本

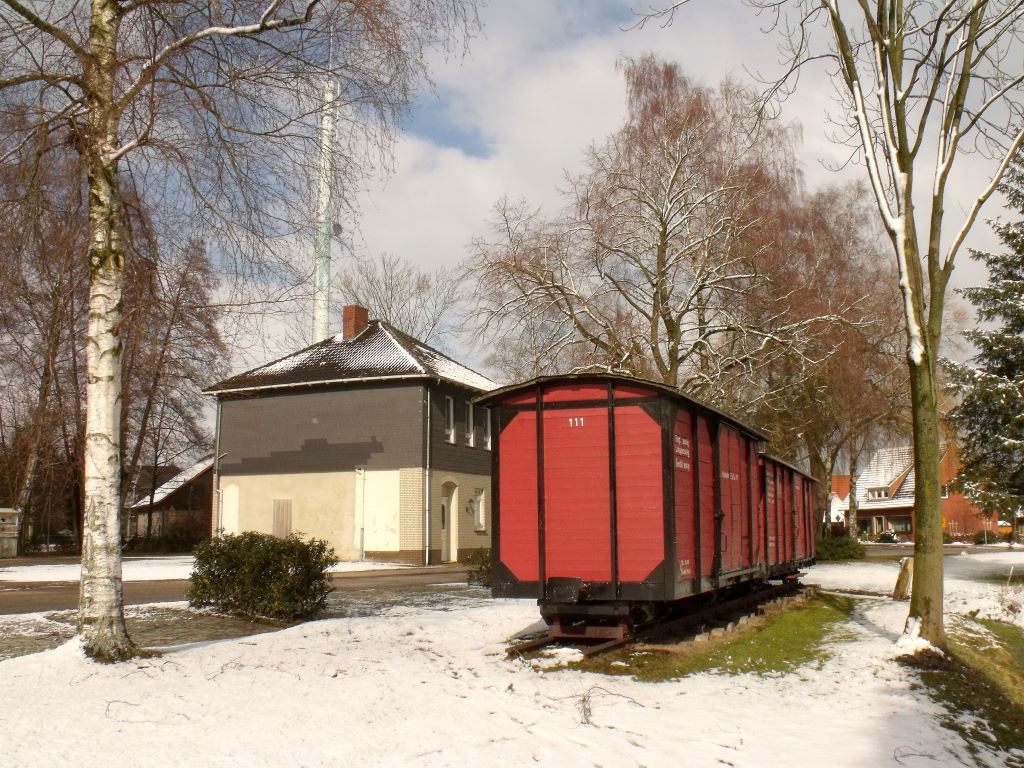
ベルゲ駅前の軽便鉄道記念碑

### 交通
1904年から1952年までベルゲは軽便鉄道リンゲン - ベルゲ - クヴァーケンブリュック線で結ばれており、ベルゲと現在のダルファース地区に駅があった。ベルゲ駅は2008年まで町役場となっていた。旧軌道上に2両の貨物列車が軽便鉄道記念碑として設置されている。
最寄りのドイツ国営鉄道およびドイツ連邦鉄道網への接続駅は1870年から旧ライン鉄道会社のビッペンの駅で、約 5 km 離れていた。この路線の旅客営業は1969年に、貨物営業は1978年に廃止された。
現在ベルゲとその周辺地域の公共旅客交通は、オスナブリュック交通会社のバスが担っており、ベルゲでは4つの路線が発着する。なかでも 640 号線（フュルステナウ - ベルゲ - クヴァーケンブリュック）は最も重要な路線である。
ベルゲは、観光街道「アルトラント＝ルート」に面している。

### 地元企業
ベルゲには、ゼーグラー＝コンベア機械製造 GmbHがあり、77人の従業員が様々な工業分野のコンベア装置の製造に従事している。
アウグスト・ブルンス GmbH & Co. KG は EVO|Passivhaus という商標で、パッシブハウスを建設している。

### 教育
ベルゲには、基礎課程学校のほかに生徒数約 340人のベルゲ本課程・実科学校がある。最寄りのギムナジウムはエムスラントのハントルプにあるギムナジウムとクヴァーケンブリュックのアルトラント・ギムナジウムである。